# 関八州古戦録
『関八州古戦録』（かんはっしゅうこせんろく）は、江戸時代の軍記物。享保11年（1726年）に成立。全20巻。著者は槙島昭武。『関東古戦録』とも呼ばれる。

## 概要
戦国時代の関東地方における合戦や外交情勢について記されており、天文15年（1546年）の河越夜戦から天正18年の後北条氏滅亡までの関東における大小の合戦を詳細に扱っている。
関東各地に埋もれている戦記類を丹念に集めたもので、その他の軍記物に比すると、語り物の調子を避け歴史をそのままに伝えようとしている姿勢が強い。それゆえか歴史的誤りは少ないとされている。しかし近年の研究では、『河越夜戦』や『小田井原の戦い』などについて、一次史料にない誇張や創作が多く見られると指摘されるようになっている。同書には、原資料に基づいた良質な内容も認められるが、軍記物類の影響も見られる。近世・近代に比べて古文書・日記などの同時代史料の少ない戦国時代の研究において、史料批判を行なった上で使用される。
近代における刊行は、明治15年12月刊行の『史籍集覧』「関東古戦録」がもっとも早い。刊本には、新人物往来社刊『関八州古戦録』などがある。
著者の槇島昭武は越後流の軍学書『北越軍談』も著している。